# Пионерка (река, впадает в Комсомольское)
Пионерка (фин. Koivuoja) — река в России, протекает по территории Плодовского сельского поселения Приозерского района Ленинградской области. Длина реки — 4,6 км.
Река берёт начало из озера Отрадного на высоте 19,4 м над уровнем моря и далее течёт преимущественно в западном направлении.
Впадает в Комсомольское озеро на высоте 14,9 м над уровнем моря.
На берегах реки располагается единственный населённый пункт — посёлок Мельничные Ручьи.
У истока реку пересекает линия железной дороги Санкт-Петербург — Хийтола, а также трасса А121 («Сортавала»).
Код объекта в государственном водном реестре — 01040300212102000009232.